# Баллінтра (Донегол)
Баллінтра (англ. Ballintra; ірл. Baile an tSratha) — село в Ірландії, знаходиться в графстві Донегол (провінція Ольстер).

## Демографія
Населення — 211 людей (за даними перепису 2006 року). В 2002 році населення складало 216 людей. 
Дані перепису 2006 року:
| Загальні демографічні показники' |               |                           |                           |      |      |
| Усе населення                    | Усе населення | Зміни населення 2002-2006 | Зміни населення 2002-2006 | 2006 | 2006 |
| 2002                             | 2006          | люд.                      | %                         | чол. | жін. |
| 216                              | 211           | -5                        | -2,3                      | 96   | 115  |